# Araruna (Paraíba)
Araruna é um município brasileiro do estado da Paraíba, localizado na Região Geográfica Imediata de Guarabira. Está distante 165 quilômetros de João Pessoa, capital do estado da Paraíba, cerca de 110 km de Campina Grande e a 120 km de Natal, capital do Rio Grande do Norte. Sua fundação ocorreu aos 10 de julho de 1876. 
Conhecida pelo seu clima ameno e como a Capital Paraibana do Turismo de Aventura , o município possui uma das mais tradicionais Festas de São João da Paraíba, festejo popular realizado no final do mês de junho. Araruna é um dos principais municípios do Agreste Paraibano, devido sua polarização aos demais municípios do Curimataú da Paraíba e Seridó potiguar, fazendo limite territorial com quatro municípios do estado do Rio Grande do Norte.

## História
O nome Araruna vem do tupi a´rara una e significa arara preta. Esta denominação decorre do fato de existirem nos primórdios do povoamento, muitas dessas araras. Apesar do significado do nome, elas se distinguem pela plumagem azul escuro que vistas à distância parecem pretas.
A araruna (Anadorhynchus hyacinthinus) é toda azul carregado. Somente a região perioftálmica, desprovida de penas, é amarela.
A história de Araruna começa entre 1830 e 1840 quando Feliciano Soares do Nascimento erigiu uma capela em louvor a Nossa Senhora da Conceição. Em torno da capela surgiram as primeiras casas que deram origem ao povoado. Em 1854, pela Lei provincial nº 25, foi criada a Freguesia de Nossa Senhora da Conceição da Serra de Araruna.
Sabe-se que o território de Araruna, era propriedade de um senhor residente em Bananeiras, chamado Estêvão José da Rocha, coronel da Guarda Nacional, popularmente conhecido por "Barão de Araruna", título nobiliárquico concedido pelo imperador do Brasil, devido sua grande influência política no agreste paraibano, onde foi proprietário de muitos lotes de terra no alto da Serra da Araruna durante os idos dos anos 1800.
Araruna, antigo distrito criado em 1854 e subordinado ao município de Bananeiras, recebeu status de município pela lei provincial nº 616, de 10 de julho de 1876. A 10 de julho de 1876, o presidente da Província da Paraíba, o Barão de Mamanguape, sancionou a Lei nº 616, criando o município de Araruna. O ato solene de instalação do município só ocorreu a 11 de julho de 1877, quando tomaram posse os seguintes vereadores: Manuel Januário Bezerra Cavalcanti, presidente, Manuel d'Azevedo Belmont, João Timóteo Queirós, Targino Pereira da Costa e Joaquim Cassiano Bezerra.
Desde as suas origens, o município de Araruna esteve sob os domínios políticos da família Bezerra Cavalcanti, entrelaçada com os Carneiro da Cunha, influentes na política não só de Bananeiras, a que estava ligada Araruna, como na política da província. A partir da primeira década do Século XX, a família Targino passou a dominar politicamente Araruna. Um domínio que, salvo um pequeno período no Estado Novo, vem se confirmando até os tempos atuais. 
O desenvolvimento urbano de Araruna operou-se em três períodos distintos: o primeiro se deu entre a formação do povoado e 1908, quando se iniciou a construção do Mercado Público por José Amâncio Ramalho . O segundo se estende entre a construção do Velho Mercado até 1967, quando foi construído o Mercado Novo. O terceiro período começa com a inauguração do Mercado Novo e se estende até nossos dias. 
A divisão administrativa do município tem sofrido várias modificações ao longo do tempo. Na divisão administrativa de 1901, figura com três distritos: Araruna, Tacima e Riachão. Na de 1933, aparece um único distrito: Araruna. Outra alteração aparece nas divisões territoriais de 31.12.1936 e 31.12.1937, onde volta a figurar com três distritos: Araruna, Tacima e Cacimba de Dentro.
Em 15 de novembro de 1938, em virtude do Decreto-lei estadual nº 1.164, recebeu foros de município. A comarca foi criada pelo Decreto-lei estadual nº 39, de 10 de abril de 1940. 

## Geografia

### Limites
| Noroeste: Cuité                  | Norte: Japi, Monte das Gameleiras, Serra de São Bento, Passa e Fica | Nordeste: Tacima e Riachão |
| Oeste: Cuité e Cacimba de Dentro |                                                                     | Leste: Riachão             |
| Sudoeste: Cacimba de Dentro      | Sul: Dona Inês e Cacimba de Dentro                                  | Sudeste: Riachão           |

O município está inserido da unidade geoambiental dos serrotes, inselbergues e maciços residuais. Localiza-se na parte mais alta da Serra da Araruna e eleva-se a uma altitude de 580 metros acima do nível do mar o que lhe proporciona um clima ameno, característica do brejo de altitude, cuja temperatura no inverno chega aos 18 ℃.
Encontra-se em Araruna o Parque Estadual da Pedra da Boca, reserva ambiental e ecológica que possui um dos mais importantes patrimônios geológicos da Paraíba e do Brasil.
O município está incluído na área geográfica de abrangência do semiárido brasileiro, definida pelo Ministério da Integração Nacional em 2005.  Esta delimitação tem como critérios o índice pluviométrico, o índice de aridez e o risco de seca.
Possui área territorial de aproximadamente 246 km² e sua população, conforme dados do CENSO/IBGE de 2021, é de 17 189 habitantes.

### Hidrografia
O município de Araruna está nos domínios das bacias hidrográficas dos rios Curimataú e Jacu. São pequenos rios, de regime intermitente, dentre os quais destaca-se o Calabouço, na divisa do Rio Grande do Norte, o rio Salgadinho e a Lagoa da Serra. A Lagoa d'Anta e o Açude do Limão, Açude do Anafê, Açude da Caveira da Onça, são os principais corpos de acumulação. Todos eles fazendo parte da bacia do rio Curimataú, cuja importância é fundamental, não apenas para Araruna mas também para os municípios vizinhos.

### Clima
Dados do Departamento de Ciências Atmosféricas, da Universidade Federal de Campina Grande, mostram que Araruna apresenta um clima com média pluviométrica anual de 853,6 mm e temperatura média anual de 22,2 °C.
| Dados climatológicos para Araruna             | Dados climatológicos para Araruna | Dados climatológicos para Araruna | Dados climatológicos para Araruna | Dados climatológicos para Araruna | Dados climatológicos para Araruna | Dados climatológicos para Araruna | Dados climatológicos para Araruna | Dados climatológicos para Araruna | Dados climatológicos para Araruna | Dados climatológicos para Araruna | Dados climatológicos para Araruna | Dados climatológicos para Araruna | Dados climatológicos para Araruna |
| Mês                                           | Jan                               | Fev                               | Mar                               | Abr                               | Mai                               | Jun                               | Jul                               | Ago                               | Set                               | Out                               | Nov                               | Dez                               | Ano                               |
| --------------------------------------------- | --------------------------------- | --------------------------------- | --------------------------------- | --------------------------------- | --------------------------------- | --------------------------------- | --------------------------------- | --------------------------------- | --------------------------------- | --------------------------------- | --------------------------------- | --------------------------------- | --------------------------------- |
| Temperatura máxima média (°C)                 | 29,4                              | 29,2                              | 28,7                              | 27,7                              | 26,3                              | 24,9                              | 24,5                              | 25,3                              | 26,7                              | 28,5                              | 29,2                              | 29,4                              | 27,5                              |
| Temperatura média (°C)                        | 23,4                              | 23,6                              | 23,5                              | 22,9                              | 22,0                              | 20,9                              | 20,2                              | 20,3                              | 21,0                              | 22,2                              | 22,9                              | 23,2                              | 22,2                              |
| Temperatura mínima média (°C)                 | 19,7                              | 20,2                              | 20,3                              | 19,8                              | 19,2                              | 18,0                              | 16,7                              | 16,7                              | 17,6                              | 18,3                              | 18,9                              | 19,4                              | 18,7                              |
| Chuva (mm)                                    | 48,2                              | 68,8                              | 134,8                             | 130,3                             | 109,3                             | 112,5                             | 106,0                             | 60,8                              | 29,3                              | 12,7                              | 16,5                              | 20,9                              | 853,6                             |
| Fonte: Departamento de Ciências Atmosféricas. |                                   |                                   |                                   |                                   |                                   |                                   |                                   |                                   |                                   |                                   |                                   |                                   |                                   |

## Religiosidade

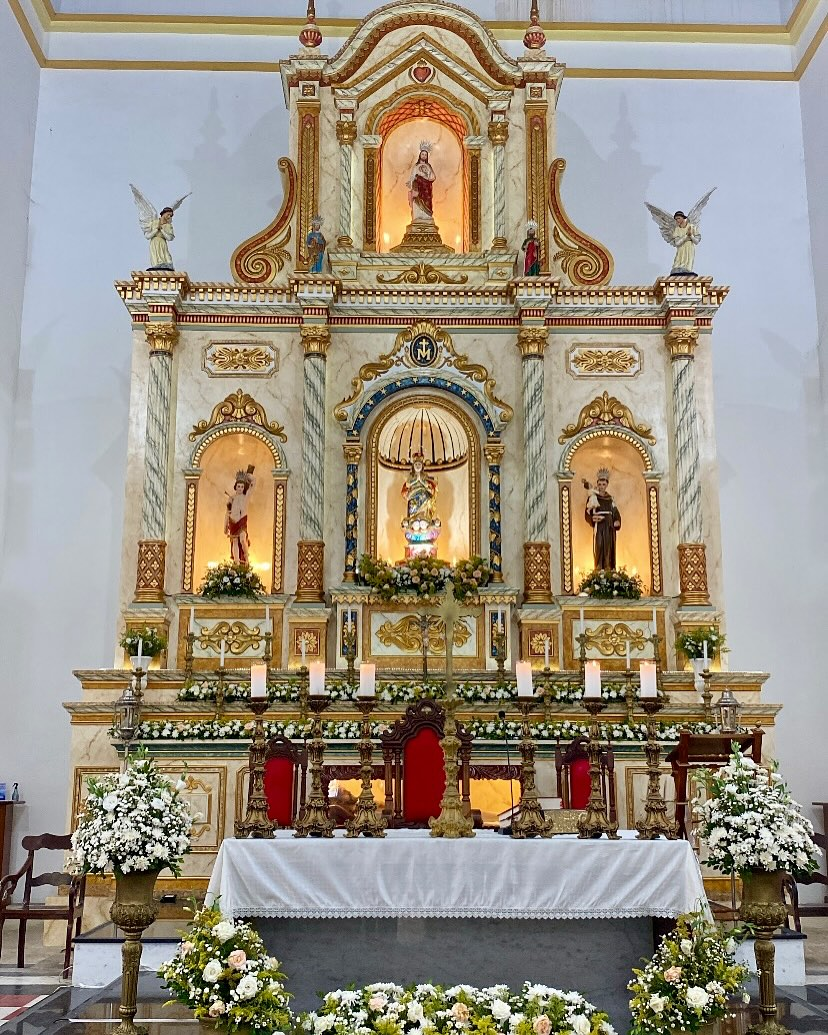
Altar-mor da Matriz de Nossa Senhora da Conceição

A religiosidade em Araruna é majoritariamente católica, manifestando-se de forma vibrante por meio de suas festividades, que unem devoção, história e cultura local. A padroeira da cidade, Nossa Senhora da Conceição, cuja celebração ocorre em 8 de dezembro, está intimamente ligada ao dogma da Imaculada Conceição, proclamado pela Igreja Católica em 1854. Além da padroeira, o Co-padroeiro São Sebastião é venerado no 20 de janeiro.
Outra manifestações singular é a Romaria de Nossa Senhora de Fátima, realizada na madrugada do dia 13 de maio. Nessa data milhares de romeiros seguem em procissão noturna, carregando velas e cantando hinos, em direção à Pedra da Boca, imponente formação rochosa que integra o Parque Estadual da Pedra da Boca. O trajeto, que mescla espiritualidade e contemplação da natureza, simboliza a busca por renovação espiritual e a intercessão da "Senhora do Rosário". A romaria, que dura até o amanhecer, culmina com uma missa campal ao pé da pedra, harmonizando elementos da devoção popular com a riqueza geográfica da região.

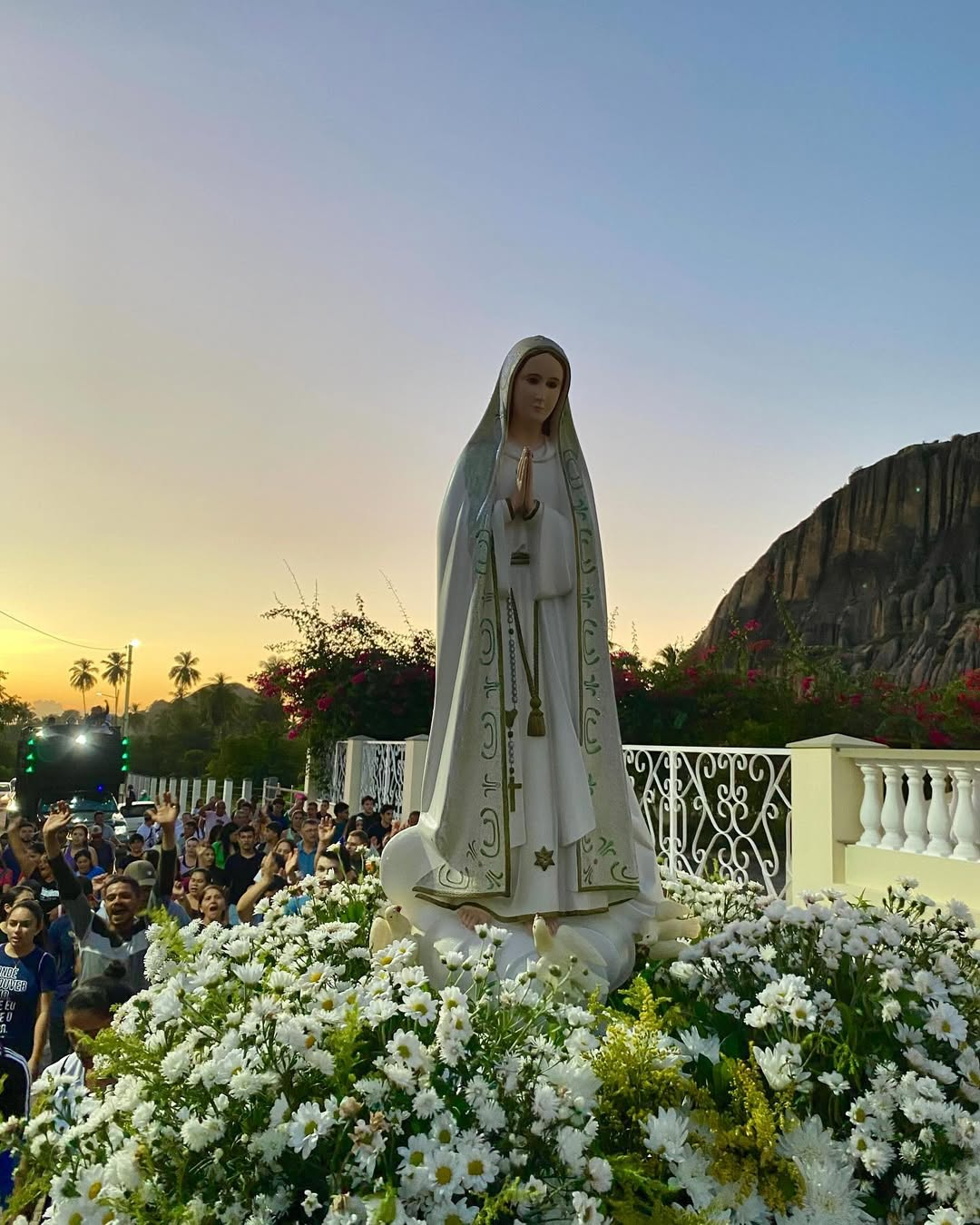
Romaria de Nossa Senhora de Fátima na Pedra da Boca

### Hino de Nossa Senhora da Conceição Padroeira de Araruna
```
A tua imagem sagrada,                                                                                                                                                              Ó Virgem da Conceição,                                                                                                                                                       Recebe ó Mãe piedosa,                                                                                                                                              A nossa humilde oração.(2x)
```

```
Enquanto nós com mil flores,                                                                                                                                      Ornamos o teu altar,                                                                                                                                                     V
em tu sobre os pecadores                                                                                                                                   celestes dons derramar.(2x)
```

```
É bem humilde esse terço                                                                                                                                             que vos viemos render,                                                                                                                                         M
ãe és tão boa que aceita,                                                                                                                                     Sagradamente há de ser.(2x)
```

```
Araruna congrega o teu povo                                                                                                                                                                                                em torno do teu altar,                                                                                                                                                                                                                        P
ara cantar teus louvores,                                                                                                                                                                                                       Ó Virgem Santa sem par!(2x)
```

## Rodovias
- PB-111
- PB-125

## Ararunenses ilustres
- Antônio Joaquim Pereira da Silva, advogado, jornalista, poeta e membro da Academia Brasileira de Letras, onde ocupou a cadeira de nº 18, além de membro da Paraibana de Letras
- Coronel Ezequiel, político do Rio Grande do Norte
- Estêvão José da Rocha, o famoso barão de Araruna
- José Targino Maranhão, político paraibano, ex-deputado estadual, ex-deputado federal, ex-senador e ex-governador da Paraíba por três mandatos
- Peryllo Doliveira, Poeta, ator e pintor paraibano, reconhecido nacionalmente.
- Sebastião Ataíde, ex-deputado federal (RJ) e ex-presidente do Sindicato dos Rodoviários do Rio de Janeiro

## Turismo

### Pontos turísticos
- Pedra da Boca;
- Pedra do Letreiro;
- Santuário de Nossa Senhora de Fátima da Pedra da Boca;
- Pedra da Caveira;
- Pedra da Macambira;
- Mercado Cultural;
- Centro Histórico de Araruna;
- Santuário de Nossa Senhora da Conceição;
- Fazenda Maquiné;
- Cânion do Macapá
- Mirante Vale da Serra
- Cânion da Serra Verde
- Cânion do Barbaço
- As peladas (Duas montanhas de Rochas na cacimba do Gado)
- 15 Sítios Arqueológicos.
- Pedra Olho d´água dos Índios.
- Pedra do Chapéu
- Pedra do Camaleão
- Mirante da Delegacia

## Calendário turístico
- Araruna Moto Fest - mês de junho
- Festa do São João na Serra - final do mês de junho;
- Festival de Aventura e Arte na Serra ( FAS) - mês de outubro;
- Araruna Luz - mês de dezembro.

## Administração
- PREFEITO:  AVAILDO LUÍS DE ALCÂNTARA  AZEVEDO (2025/2028)[14]
- VICE-PREFEITO: IRAN PONTES DO NASCIMENTO (2025/2028)[14]
- PRESIDENTE DA CÂMARA: FRANCISCO RAILTON NEVES PONTES (2025/2026)[15]